# Plectris longitarsis
Plectris longitarsis är en skalbaggsart som beskrevs av Bates 1887. Plectris longitarsis ingår i släktet Plectris och familjen Melolonthidae. Inga underarter finns listade i Catalogue of Life.